# Violante de Aragón
Violante de Aragón (Zaragoza, 1236-Roncesvalles, Navarra, 1300/1301) fue infanta de Aragón y reina consorte de Castilla (1252-1284) por ser esposa de Alfonso X el Sabio. Era hija de Jaime I el Conquistador y de su segunda mujer, Violante de Hungría.

## Biografía
El matrimonio entre Violante y el rey Alfonso X de Castilla fue acordado en 1240. El 25 de enero de 1249 el papa Inocencio IV expidió las dispensas por parentesco y la boda real se celebró tres días más tarde, el 29 de enero de 1249, en la Colegiata de Valladolid. Violante tenía entonces doce años y Alfonso veintisiete.
En un primer momento, el futuro rey Alfonso X llegó a considerar incluso la posibilidad de solicitar al Papa la anulación matrimonial, pues llegó a creer que su esposa era estéril, pero ello se debía a la extrema juventud de Violante.
En 1275 murió Fernando de la Cerda, heredero del trono castellano-leonés, y Alfonso X el Sabio, en un primer momento, ignoró los derechos de los hijos del infante fallecido y confirmó como heredero al trono a su hijo segundogénito, el infante Sancho, que reinaría más tarde en Castilla y León con el nombre de Sancho IV de Castilla.
Ante esa situación, la viuda de Fernando de la Cerda, Blanca de Francia, solicitó la ayuda de su hermano, Felipe III el Atrevido. Al mismo tiempo, la reina Violante solicitó el apoyo para sus nietos de su hermano, el rey Pedro III el Grande de Aragón, que aceptó protegerlos y custodiarlos en el reino de Aragón, alojando a los nietos de la reina, Fernando y Alfonso de la Cerda, en el Castillo de Játiva. Durante los reinados de Sancho IV el Bravo, y del hijo de este, Fernando IV el Emplazado, la reina Violante residió casi permanentemente en Aragón, apoyando los derechos al trono de Castilla y León de su nieto, Alfonso de la Cerda, hijo del infante Fernando de la Cerda, y combatiendo a su otro nieto, Fernando IV de Castilla, y a la madre de este, la reina María de Molina.
En 1295 y en el monasterio de Valbuena, Valladolid, la reina doña Violante firmó una sentencia por la que se resolvían las diferencias entre los vecinos de Roa y los de sus aldeas, por la construcción de su cerca; se dan además normas para la vendimia, las primeras que se conocen, y el aprovechamiento por parte de los ganados, una vez terminada la vendimia.
La reina Violante de Aragón falleció en Roncesvalles, en el reino de Navarra, en 1301, a su regreso de la ciudad de Roma, donde había ganado el Jubileo en el año 1300.

## Sepultura
Está documentado que el cadáver de Violante recibió sepultura en la Real Colegiata de Santa María de Roncesvalles, donde también se hallaba sepultado Sancho VII el Fuerte. No obstante, no se conserva memoria alguna de dónde se encuentran los restos de la reina en la actualidad.
Otra tradición, aunque poco sólida, sostiene que el cadáver de la esposa de Alfonso X recibió sepultura en el convento de Santa Clara de Allariz, que ella había fundado en 1268. No obstante, tampoco existen pruebas materiales de dicho enterramiento en la actualidad. En el convento de Santa Clara de Allariz recibieron sepultura los restos del infante Felipe, hijo de Sancho IV el Bravo y de María de Molina, y nieto de la reina Violante, y su esposa Margarita de la Cerda, quien era bisnieta de Violante.
Tanto si el cadáver recibió sepultura en la Real Colegiata de Santa María de Roncesvalles, como así sostienen las fuentes más antiguas y fidedignas, como si fue sepultada en Santa Clara de Allariz, en Orense, no se ha encontrado ningún vestigio en ambos lugares de la sepultura de la esposa de Alfonso X el Sabio, a pesar de que en ambos aún se manifiesta que los restos de la reina Violante reposan allí.

## Descendencia

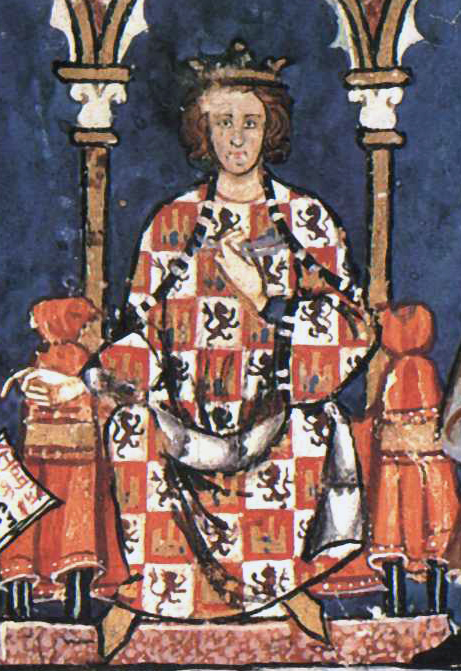
Retrato de Alfonso X de Castilla, esposo de la reina Violante de Aragón.

Fruto de su matrimonio con el rey Alfonso X nacieron once hijos:
- Berenguela (Sevilla, 1253-1300). La primogénita,[4] fue proclamada heredera del reino en 1254, pero el nacimiento de su hermano Fernando la postergó. Estuvo prometida a Luis de Francia, hijo y heredero de Luis IX, pero no se llegaron a casar por la muerte prematura del novio en 1260. Fue la única de los hijos legítimos del rey que permaneció junto a él durante la rebelión del infante Sancho.
- Beatriz (Burgos, 1254-después de 1280), se casó con el marqués Guillermo VII de Montferrato,[4] vicario de Alfonso X en el Imperio en 1271, en Murcia.
- Fernando de la Cerda (1255-1275). Heredero al trono castellano,[4] se casó en 1269 con Blanca de Francia, hija de Luis IX de Francia, con quien tuvo dos hijos.[4] Su muerte prematura permitió que su hermano Sancho se convirtiera en rey. Fue enterrado en el monasterio de Santa María la Real de Las Huelgas de Burgos.
- Leonor (1256-1275).
- Sancho IV de Castilla (Valladolid, 12 de mayo de 1258-1295), rey de Castilla y de León,[5] a la muerte de Alfonso X el Sabio. Sepultado en el presbiterio de la Catedral de Toledo.
- Constanza (febrero/octubre de 1259-23 de julio de 1280), monja en el monasterio de Santa María la Real de Las Huelgas[5] y sepultada allí.
- Pedro (Sevilla, entre el 15 de mayo y el 27 de julio de 1260-20 de octubre de 1283).[5] Padre de Sancho de Castilla «el de la Paz»,[5] fue sepultado en el desaparecido convento de San Francisco de Valladolid.
- Juan (entre el 22 de marzo y el 20 de abril de 1262[5]-25 de junio de 1319).
- Isabel de Castilla y Aragón (c. 1263-1264). Murió en la infancia.[6]
- Violante de Castilla (1265-1287/1308), contrajo matrimonio en junio de 1282 con Diego López V de Haro, señor de Vizcaya.[6]
- Jaime de Castilla (1266-1284), señor de los Cameros.[6]

### Leyenda alicantina de doña Violante
En el siglo XIII el rey Alfonso X el Sabio y su esposa Violante de Aragón pasaron temporadas de descanso en Alicante, que por entonces pertenecía a Castilla como parte del reino de Murcia, durante sus viajes por Andalucía y el Levante. Según la tradición, tendrían una residencia en las afueras de la ciudad, en lo que actualmente es el barrio de Pla del Bon Repós, y habría sido allí, en una de estas temporadas, donde la reina habría quedado encinta después de muchas dificultades para tener un heredero. Desde entonces se conoció al lugar como "el Buen Reposo", de donde vendría el nombre actual del barrio, Pla del Bon Repós (Llano del buen reposo). La reina tiene una pequeña calle en la ciudad, al pie del Benacantil, al comienzo de la llanura a la que le dio nombre.  
| Predecesor: Juana de Danmartín | Reina consorte de la Corona de Castilla 1252-1284 | Sucesor: María de Molina |